# Maywood (Band)

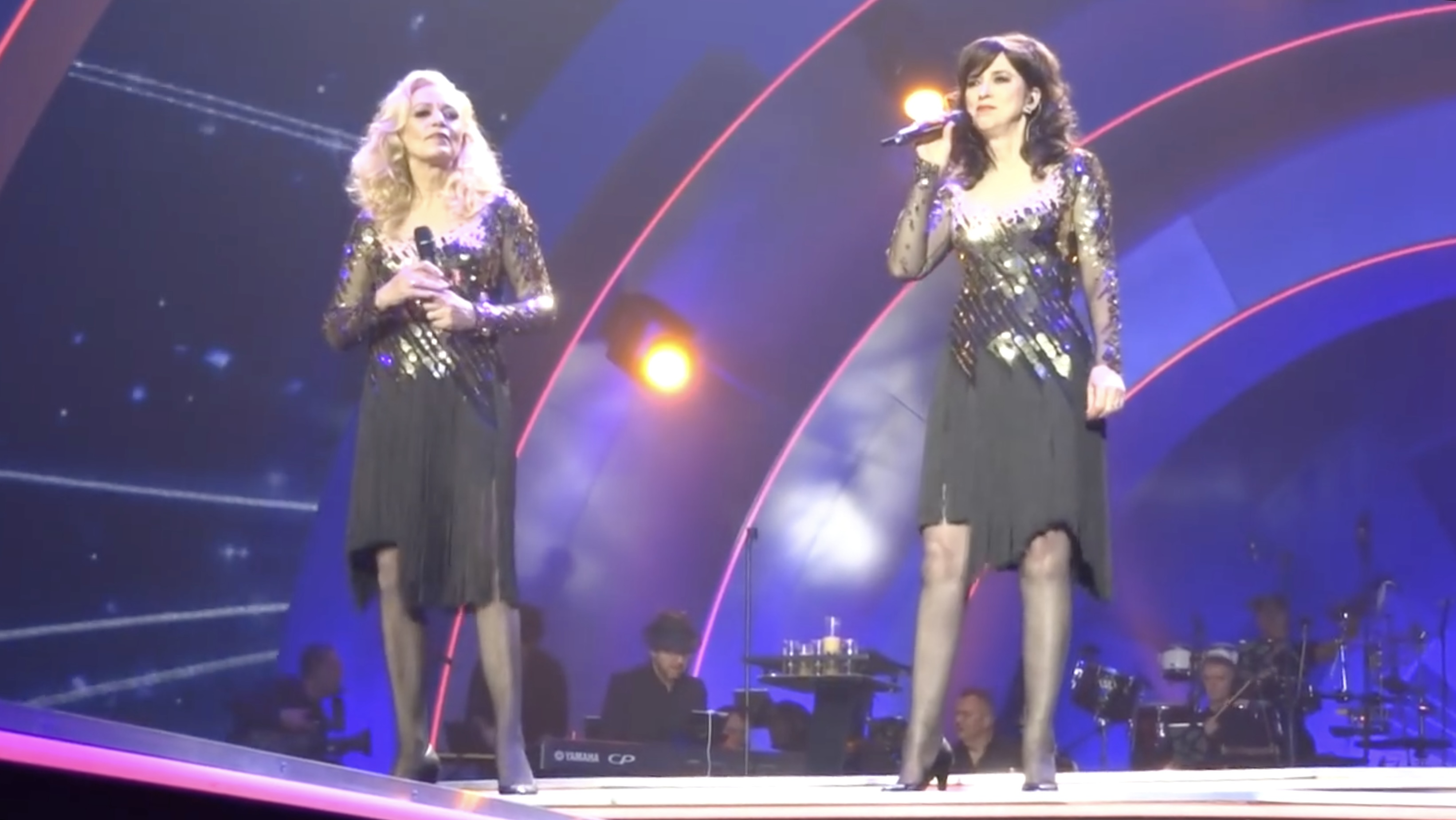
Maywood, 2013

Maywood ist ein niederländisches Popduo aus der Stadt Harlingen. Es besteht aus den beiden Schwestern Alice May (eigentlich Alie (Aaltje) de Vries) und Caren Wood (eigentlich Doetie (Doetje) de Vries).

## Bandgeschichte
Während der 1970er Jahre sangen beide in einer Reihe verschiedener Bands. 1974/75 veröffentlichten sie unter dem Namen „De Karina’s“ zwei Singles als Duo. Ab 1979 traten die Schwestern unter dem Namen Maywood mit einem Repertoire von fröhlichen, englischsprachigen Dance-Pop-Titeln auf.
Ihre erste Single You Treated Me Wrong erreichte Platz 32 der niederländischen Singlecharts. Die nachfolgende Single Mother How Are You Today erreichte Platz 11. Einen Nummer-eins-Hit in der Heimat landete Maywood im Juni 1980 mit Late at Night. Mit diesem Lied, das auch in akzentfrei deutscher Sprache unter dem Titel Lichtermeer erschien, gelang den Schwestern auch in Deutschland der Sprung in die Top 20.
Die Nachfolgesingle Give Me Back My Love stieg im September des Jahres auf Platz 5 der niederländischen Charts und wenig später auch in die Hitliste Deutschlands. Distant Love auf Platz 15 und Rio auf Platz 3 der niederländischen Hitparade waren zwei weitere Titel, die auch in die deutschen Charts stiegen. Mit Mano, Getaway und Star erreichte Maywood bis 1982 noch dreimal die Top 20 der Heimat. Danach nahm der Erfolg des Duos ab und Standing in the Twilight kam 1984 gerade noch auf Platz 31.
1990 nahmen die beiden Musikerinnen für die Niederlande mit ihrem einzigen Hit in ihrer Muttersprache, Ik wil alles met je delen, am Eurovision Song Contest in Zagreb teil und erreichten den 15. Platz. In der Hitparade kam das Lied auf Platz 36.
Ab 1995 gingen Alice May und Caren Wood getrennte Wege und versuchten, sich Solokarrieren aufzubauen, wenn auch ohne durchschlagenden Erfolg. Schlagzeilen machten die Schwestern 1999, als sie ihren Streit um die Rechte am Namen Maywood vor Gericht ausfochten.
Nach fast 18 Jahren Trennung traten Maywood am 18. Oktober 2013 erstmals wieder gemeinsam auf, um mit Gerard Joling eine neue Version von Rio anlässlich der Fußball-Weltmeisterschaft 2014 in Brasilien zu interpretieren.

## Diskografie

### Alben
| Jahr | Titel                             | Höchstplatzierung, Gesamtwochen, AuszeichnungChartplatzierungen (Jahr, Titel, Platzierungen, Wochen, Auszeichnungen, Anmerkungen) | Höchstplatzierung, Gesamtwochen, AuszeichnungChartplatzierungen (Jahr, Titel, Platzierungen, Wochen, Auszeichnungen, Anmerkungen) | Anmerkungen            |
| Jahr | Titel                             | DE | NL | Anmerkungen            |
| ---- | --------------------------------- | --- | --- | ---------------------- |
| 1980 | Maywood (NL) / Late at Night (DE) | — | NL2 Platin · (22 Wo.)NL | Produzent: Pim Koopman |
| 1981 | Different Worlds                  | — | NL4 (11 Wo.)NL | Produzent: Pim Koopman |
| 1982 | Colour My Rainbow                 | — | NL17 (3 Wo.)NL | Produzent: Pim Koopman |

Weitere Alben
- 1982: Creo en el amor (Cantado en espanol) (nur Spanien)
- 1986: Hot Club Quartet Fapy Lafertin (Hot Club Quartet Fapy Lafertin feat. Maywood und Rudi Brink)
- 1987: Beside You
- 1990: Achter de horizon
- 1991: Walking Back to Happiness
- 1994: More
- 1996: Good for Gold

### Kompilationen
- 1983: Maywood
- 1983: Het beste van Maywood
- 1983: Collection
- 1991: 6 of the Thirties
- 1992: De hits van Maywood
- 1993: Late at Night
- 2001: Maywood
- 2003: Late at Night
- 2003: Maywood
- 2005: Premier Collection
- 2006: Cantado en español
- 2008: Hollandse sterren collectie
- 2010: Alle 40 goed (2 CDs)
- 2011: Essential

### Singles
| Jahr | Titel Album                                 | Höchstplatzierung, Gesamtwochen, AuszeichnungChartplatzierungen (Jahr, Titel, Album, Platzierungen, Wochen, Auszeichnungen, Anmerkungen) | Höchstplatzierung, Gesamtwochen, AuszeichnungChartplatzierungen (Jahr, Titel, Album, Platzierungen, Wochen, Auszeichnungen, Anmerkungen) | Anmerkungen |
| Jahr | Titel Album                                 | DE | NL | Anmerkungen |
| ---- | ------------------------------------------- | --- | --- | ----------- |
| 1979 | You Treated Me Wrong Maywood                | — | NL32 (3 Wo.)NL |             |
| 1980 | Mother How Are You Today Maywood            | — | NL11 (9 Wo.)NL |             |
| 1980 | Late at Night Maywood                       | DE18 (21 Wo.)DE | NL1 (14 Wo.)NL |             |
| 1980 | Give Me Back My Love Maywood                | DE27 (23 Wo.)DE | NL5 (10 Wo.)NL |             |
| 1981 | Distant Love Different Worlds               | DE38 (14 Wo.)DE | NL15 (5 Wo.)NL |             |
| 1981 | Rio Different Worlds                        | DE22 (20 Wo.)DE | NL3 (11 Wo.)NL |             |
| 1981 | Mano Different Worlds                       | — | NL14 (7 Wo.)NL |             |
| 1982 | Getaway Colour My Rainbow                   | — | NL11 (6 Wo.)NL |             |
| 1982 | Star Colour My Rainbow                      | — | NL15 (6 Wo.)NL |             |
| 1984 | Standing in the Twilight Beside You         | — | NL31 (3 Wo.)NL |             |
| 1990 | Ik wil alles met je delen Achter de horizon | — | NL36 (3 Wo.)NL |             |

Weitere Singles
- 1974: Mañana (als De Karina’s)
- 1975: Wat jij verdient (als De Karina’s)
- 1977: It’s a Beautiful Dream (als The Lady Pop’s)
- 1979: Since I Met You
- 1980: Mutter, sag, geht es dir gut (deutsche Version von Mother How Are You Today)
- 1980: Lichtermeer (deutsche Version von Late at Night)
- 1981: Pasadena
- 1982: I Believe in Love
- 1982: Rio (Cantan en español)
- 1982: Mano (Cantan en español)
- 1982: Ask for Tina
- 1983: Show Me the Way to Paradise
- 1983: Colour My Rainbow
- 1985: Samen (mit Artiesten voor Afrika)
- 1985: It Takes a Life-Time
- 1985: Lonely Nights
- 1986: When I Look into Your Eyes
- 1987: If You Need a Friend
- 1987: Break Away
- 1987: Help the Children of Brazil
- 1988: Kom in m’n armen
- 1989: Hey, hey, hey
- 1990: No More Winds to Guide Me
- 1990: Ik blijf naar jou verlangen
- 1991: Stupid Cupid
- 1993: You And I (Face to Face)
- 1994: Give Me Something
- 1994: Blue Sundaymorning
- 2010: Late@Night 2010